# Julius Adam I
Julius Adam I (Monaco di Baviera, 26 gennaio 1826 – Monaco di Baviera, 2 febbraio 1874) è stato un pittore e fotografo tedesco.

## Biografia
Quarto e ultimo figlio di Albrecht Adam, di cui fu anche allievo, era padre di Julius II. Pittore, come da tradizione familiare, di paesaggi e animali, si interessò in seguito alla litografia e alla ritrattistica; in età anziana si diede alla fotografia, coadiuvato dal figlio.